# Trần Hạo Sâm
Trần Hạo Sâm (tiếng Trung: 陳昊森; bính âm: Chén Hào Sēn; sinh ngày 2 tháng 8 năm 1996), nghệ danh tiếng Anh là Edward Chen, là một diễn viên người Đài Loan. Anh hiện đang học ngành biểu diễn nghệ thuật tại Đại học Kỹ thuật Tỉnh Ngô. Anh lần đầu tiên ra mắt vào năm 2017 trong bộ phim dài tập Red Balloon (zh) và phim điện ảnh Cái tên khắc sâu trong tim người vào năm 2020. Đối với vai diễn trong phim Cái tên khắc sâu trong tim người, anh đã được nhận đề cử giải diễn viên mới xuất sắc tại Giải Kim Mã lần thứ 57.

## Sự nghiệp
Anh còn được biết đến vai trong một bộ phim chủ đề LGBT, đáng chú ý là bộ phim Red Balloon vào năm 2017 và phim Cái tên khắc sâu trong tim người vào năm 2020. Vào năm 2020, anh đã ký hợp đồng thu âm với Huayan Music và thu âm ca khúc chủ đề cho Cái tên khắc sâu trong tim người.

## Điện ảnh

### Phim
| Năm  | Tiêu đề                             | Vai trò               | Ghi chú   |
| ---- | ----------------------------------- | --------------------- | --------- |
| 2017 | Youth (青春熱血之東北插班生)        | Zhang Wen-feng        | Vai chính |
| 2018 | Gatao 2: The New Leader Rising (zh) | Liu Jian (thanh niên) | Khách mời |
| 2019 | Bad Boy Symphony (zh)               | Tiểu Long             | Khách mời |
| 2020 | Cái tên khắc sâu trong tim người    | Trương Gia Hán        | Vai chính |

### Phim truyền hình
| Năm  | Tiêu đề                      | Vai trò                   | Ghi chú   |
| ---- | ---------------------------- | ------------------------- | --------- |
| 2017 | Red Balloon (zh)             | Hạn Chi Thần (thiếu niên) | Vai chính |
| 2018 | Mermaid Sauna (zh)           | Tề Phân Đạt               | Vai chính |
| 2021 | Who Killed the Good Man (zh) | Hà Thạc Nghi              | Vai chính |

## Giải thưởng và đề cử
| Năm  | Giải thưởng                               | Thể loại               | Tác phẩm                                | Kết quả   |
| ---- | ----------------------------------------- | ---------------------- | --------------------------------------- | --------- |
| 2020 | Liên hoan phim Đài Bắc 2020 (zh)          | Diễn viên mới xuất sắc | Cái tên khắc sâu trong tim người        | Đề cử     |
| 2020 | Giải Kim Mã lần thứ 57                    | Diễn viên mới xuất sắc | Cái tên khắc sâu trong tim người        | Đề cử     |
| 2020 | Giải Kim Mã lần thứ 57                    | Nhạc phim xuất sắc     | "Cái tên khắc sâu trong tim người" (zh) | Đoạt giải |
| 2021 | 2nd Taiwan Film Critics Society Awards    | Nhạc phim xuất sắc     | "Cái tên khắc sâu trong tim người" (zh) | Đề cử     |
| 2021 | 12th Annual Festival of Youth Film Awards | Diễn viên xuất sắc     | Cái tên khắc sâu trong tim người        | Đề cử     |

## Liên kết
- Trần Hạo Sâm trên IMDb
- Edward Chen Hao-sen trên Instagram